# 労働衛生コンサルタント
労働衛生コンサルタント（ろうどうえいせいコンサルタント）とは、労働安全衛生法第83条に基づく労働衛生コンサルタント試験（国家試験）に合格した者で、同法第84条に基づき厚生労働省に備える労働衛生コンサルタント名簿に登録した者である。

## 概要
業務は、同法第81条第2項に規定されているとおり、労働衛生コンサルタントの名称を用いて、他人の求めに応じ報酬を得て、労働者の衛生の水準の向上を図るため、事業場の衛生についての診断及びこれに基づく指導を行うこととなっている。
業務の実施に当たっては、同法第86条にあるとおり信用を失墜する行為や知り得た秘密を漏らす行為を行ってはならず、特に秘密を漏らした場合は同法第117条により1年以下の懲役又は100万円以下の罰金に処せられる。
コンサルタントの資格自体は業務独占でも名称独占でもないが、コンサルタントの集まりである日本労働安全衛生コンサルタント会については名称独占が規定されている（同法87条）。

## 区分
試験の区分は
- 保健衛生
- 労働衛生工学

の2種類であるが、合格後の業務の実施に当っては特に試験区分に制限されるものではなく（区分はいわば得意分野を示す程度のもの）、技術士のように資格の名称を表示する際区分を明示する必要もない。

## 受験資格
- 学校教育法による大学（短期大学を除く。）若しくは旧大学令による大学又は旧専門学校令による専門学校において理科系統の正規の課程を修めて卒業した者で、その後5年以上衛生の実務（労働衛生管理計画の企画、立案及び運営に関すること、労働者の健康診断及びその事後措置に関すること、作業環境や作業条件の調査、測定やその改善に関すること、衛生教育計画の作成、運営に関すること、有毒物中毒者の調査、分析に関すること）に従事した経験を有するもの
- 学校教育法による短期大学又は高等専門学校において理科系統の正規の課程を修めて卒業した者で、その後7年以上衛生の実務に従事した経験を有するもの
- 学校教育法による高等学校又は中等教育学校において理科系統の正規の学科を修めて卒業した者で、その後10年以上衛生の実務に従事した経験を有するもの
- 医師法（昭和23年法律第201号)第9条の医師国家試験に合格した者(以下「医師国家試験合格者」という。）
- 歯科医師法（昭和23年法律第202号）第9条の歯科医師国家試験に合格した者（以下「歯科医師国家試験合格者」という。）
- 薬剤師
- 保健師助産師看護師法（昭和23年法律第203号）第2条の保健師として10年以上その業務に従事した者
- 技術士試験合格者
- 一級建築士免許を受けることができる者（令和元年度までの試験合格者は経過措置あり）
- 労働安全衛生法第12条第1項の規定による衛生管理者のうち、衛生工学衛生管理者免許を受けた者で、その後3年以上同法第10条第1項各号の業務のうち衛生に係る技術的事項で衛生工学に関するものの管理の業務に従事した経験を有する者
- 労働安全衛生法第12条第1項の規定による衛生管理者として10年以上その職務に従事した者
- 厚生労働大臣が指定する衛生に関する講習（（財）労働安全衛生研修所が行う「労働安全衛生大学定期講座（当該講座の受講者のうち、特別の資格証明書の発行を受けた者に関し行われた講習に限る。）」）を修了し、かつ、15年以上衛生の実務に従事した経験を有する者
- 旧高等学校令による高等学校高等科、旧大学令による大学予科又は旧師範教育令による高等師範学校において理科系統の正規の課程を修めて卒業した者で、その後7年以上衛生の実務に従事した経験を有するもの
- 職業能力開発促進法による職業能力開発総合大学校（平成9年改正前の職業能力開発促進法による職業能力開発大学校及び旧能開法による職業訓練大学校を含む。）における長期課程（訓練法による長期指導員訓練課程を含む。）の指導員訓練を修めて卒業した者で、その後5年以上衛生の実務に従事した経験を有するもの
- 医師法第36条第1項の規定により医師免許を受けた者とみなされた者及び同法第41条の規定により医師免許を受けることができる者
- 歯科医師法第33条第1項の規定により歯科医師免許を受けた者とみなされた者及び同法第42条の規定により歯科医師免許を受けることができる者
- 労働災害防止団体法第12条第1項の衛生管理士（以下「衛生管理士」という。）又は衛生管理士であった者
- 労働安全衛生法第93条第1項の労働衛生専門官（以下「労働衛生専門官」という。）又は労働衛生専門官であった者で、8年以上衛生の実務に従事した経験を有するもの
- 職業能力開発促進法施行規則第9条に定める普通課程の普通職業訓練のうち同令別表第2に定めるところにより行われるもの（旧能開法規則別表第3に定めるところにより行われる普通課程の養成訓練並びに訓練法規則別表第1の普通訓練課程及び旧訓練法第9条第1項の高等訓練課程の養成訓練を含む。）（当該訓練において履修すべき専攻学科又は専門学科の主たる学科が工学に関する学科であるものに限る。）を修了した者で、その後10年以上衛生の実務に従事した経験を有するもの、職業能力開発促進法施行規則第9条に定める専門課程の高度職業訓練のうち同令別表第6に定めるところにより行われるもの（旧能開法規則別表第3の2に定めるところにより行われる専門課程の養成訓練並びに訓練法規則別表第1の専門訓練課程及び旧訓練法第9条第1項の特別高等訓練課程の養成訓練を含む。）（当該訓練において履修すべき専攻学科又は専門学科の主たる学科が工学に関する科目であるものに限る。）を修了した者で、その後7年以上衛生の実務に従事した経験を有するもの、職業能力開発促進法施行規則第9条に定める応用課程の高度職業訓練のうち同令別表第7に定めるところにより行われるもの（当該訓練において履修すべき専攻学科の主たる学科が工学に関する科目であるものに限る。）を修了した者で、その後5年以上衛生の実務に従事した経験を有するもの
- 労働基準監督官として8年以上その職務に従事した者
- 外国において学校教育における16年の課程を修了した者のうち、その最終の学校において理科系統の正規の課程を修めて卒業した者で、その後5年以上衛生の実務に従事した経験を有するもの
- 外国において学校教育における14年の課程を修了した者のうち、その最終の学校において理科系統の正規の課程を修めて卒業した者で、その後7年以上衛生の実務に従事した経験を有するもの
- 次に掲げる教育施設を卒業した者で、その後5年以上衛生の実務に従事した経験を有するもの 教育施設（水産大学校、防衛大学校、気象大学校、海上保安大学校）
- 次に掲げる学校その他の教育施設を卒業した者で、その後7年以上衛生の実務に従事した経験を有するもの 教育施設（都道府県農業講習所、航空大学校、海技大学校本科、旧中央気象台気象技術官養成所の研究科又は本科、旧国立工業教員養成所、旧東京農業教育専門学校、旧水産講習所又は旧函館水産専門学校、旧高等農業講習所本科、旧商船学校、旧陸海軍の学校等、旧海軍技手養成所）
- 学校教育法による大学（短期大学を除く。）若しくは旧大学令による専門学校を卒業した者で、その後大学又は公共的な研究機関において7年以上、専ら労働衛生に関する研究に従事したもの
- 臨床検査技師、衛生検査技師等に関する法律（昭和33年法律第76号）第2条第1項の臨床検査技師又は同条第2項の衛生検査技師として10年以上その業務に従事した者
- 日本国有鉄道が設置する教習機関において工学に関する課程（学校教育法による大学における工学に関する学科に準ずるものに限る。）を修めて卒業した者で、その後7年以上衛生の実務に従事した経験を有するもの
- 日本国有鉄道が設置する教習機関において工学に関する課程（学校教育法による高等学校における工学に関する学科に準ずるものに限る。）を修めて卒業した者で、その後10年以上衛生の実務に従事した経験を有するもの
- 作業環境測定法（昭和50年法律第28号）第7条の登録を受けた者（以下「作業環境測定士」という。）で、その後3年以上作業環境測定士としての業務に従事した経験を有するもの

## 試験
- 試験区分は保健衛生と労働衛生工学の二種類がありどちらか一方しか一度に受験できない。
- 一次試験は各地の安全衛生技術試験協会において筆記試験(五者択一式マークシート試験と記述式試験）が行われる。一次試験の合格者と筆記試験全科目免除の産業医（保健衛生の区分）等が二次の口述試験（東京と大阪の何れか）を受験する。

### 試験科目

#### 一次試験
- 択一式（共通）

1. 労働衛生一般
2. 労働衛生関係法令

- 記述式（受験した区分で選択）
  - 健康管理（保健衛生）
  - 労働衛生工学（労働衛生工学）

#### 二次試験
- 口述試験（15分間程度）